# Rhus lenticellosa
Rhus lenticellosa är en sumakväxtart som beskrevs av Carl Karl Adolf Georg Lauterbach. Rhus lenticellosa ingår i släktet sumaker, och familjen sumakväxter. Inga underarter finns listade i Catalogue of Life.